# زمان أباد (شاهين دج)
زمان أباد هي قرية في مقاطعة شاهين دج، إيران. عدد سكان هذه القرية هو 134 في سنة 2006.